# NCSM Kentville (J312)
Le NCSM  Kentville (pennant number J312) (ou en anglais HMCS Kentville) est un dragueur de mines de la Classe Bangor lancé pour la Royal Canadian Navy (RCN) et qui a servi pendant la Seconde Guerre mondiale.

## Conception
Le Kentville est commandé dans le cadre du programme de la classe Bangor de 1941-42 pour le chantier naval de Port Arthur Shipbuilding Company de Port Arthur en Ontario au Canada. La pose de la quille est effectuée le 15 décembre 1941, le Kentville est lancé le 17 avril 1942 et mis en service le 10 octobre 1942.
La classe Bangor doit initialement être un modèle réduit de dragueur de mines de la classe Halcyon au service de la Royal Navy,. La propulsion de ces navires est assurée par 3 types de motorisation: moteur diesel, moteur à vapeur à pistons à double ou triple expansions et turbine à vapeur. Cependant, en raison de la difficulté à se procurer des moteurs diesel, la version diesel a été réalisée en petit nombre.
Les dragueurs de mines de classe Bangor version canadienne déplacent 683 tonnes en charge normale . Afin de pouvoir loger les chaufferies, ce navire possède des dimensions plus grandes que les premières versions à moteur diesel avec une longueur totale de 54,9 mètres, une largeur de 8,7 mètres et un tirant d'eau de 2,51 mètres. Ce navire est propulsé par 2 moteurs alternatifs verticaux à triple détente alimentés par 2 chaudières à tubes d'eau à 3 tambours Admiralty et entraînant deux arbres d'hélices. Le moteur développe une puissance de 2 400 chevaux-vapeur (1 790 kW) et atteint une vitesse maximale de 16 nœuds (30 km/h). Le dragueur de mines peut transporter un maximum de 152 tonnes de fioul.
Leur manque de taille donne aux navires de cette classe de faibles capacités de manœuvre en mer, qui seraient même pires que celles des corvettes de la classe Flower. Les versions à moteur diesel sont considérées comme ayant de moins bonnes caractéristiques de maniabilité que les variantes à moteur alternatif à faible vitesse. Leur faible tirant d'eau les rend instables et leurs coques courtes ont tendance à enfourner la proue lorsqu'ils sont utilisés en mer de face.
Les navires de la classe Bangor sont également considérés comme exiguës pour les membres d'équipage, entassant 6 officiers et 77 matelots dans un navire initialement prévu pour un total de 40.

## Histoire

### Seconde Guerre mondiale
Le Kentville est mis en service dans la Marine royale du Canada le 10 octobre 1942 à Port Arthur.
Après avoir escorté un convoi côtier en route vers Halifax, en Nouvelle-Écosse, le Kentville est affecté à la Halifax Force (Force d'Halifax) en janvier 1943 après avoir fait ses preuves. Il passe la majeure partie de son service de guerre à travailler à Halifax. En mai 1943, il est affecté à la Sydney Force (Force de Sydney), travaillant à Sydney (Nouvelle-Écosse). Ses fonctions consistent à escorter des convois côtiers dans le Canada atlantique. Il reste dans le groupe jusqu'en novembre 1943, date à laquelle il retourne à Halifax.
Dans le cadre de ses fonctions, il sauve le cargo Imperial Monarch en détresse du mauvais temps et le remorqueur Foundation Franklin. En mai 1944, le Kentville subit un carénage à Charlottetown, qui s'achève en juillet et se poursuit aux Bermudes jusqu'en août. Il retourne à Halifax après des travaux et reprend ses fonctions.
Le Kentville voit l'ennemi agir en janvier 1945 lorsqu'il défend son convoi contre des attaques de sous-marins qui coulent deux navires marchands. Pendant la guerre, son équipage prend souvent congé dans la ville de Kentville, qui porte son nom. Le 14 janvier 1945, il récupère cinq survivants du cargo Polarland, qui a été coulé par le sous-marin allemand (U-Boot) U-1232 au large de Halifax à la position géographique de 44° 30′ N, 63° 00′ O. En avril 1945, le Kentville est l'un des quatre navires envoyés pour traquer le U-Boot qui a coulé le NCSM Esquimalt. Les recherches n'aboutissent pas . Le navire est désarmé à Sydney le 28 octobre 1945 et mis en réserve à Shelburne (Nouvelle-Écosse).

### Après-guerre
En 1946, le Kentville est déplacé à Sorel, au Québec, pour être placé en réserve stratégique. Il est brièvement remis en service en 1954 sous le fanion numéro (pennant number) 182. Après avoir été mis en réserve à nouveau plus tard cette année-là, il est transféré à la Turquie en 1957. Rebaptisé TCG Bartin (TCG pour Türkiye Cumhuriyeti Gemisi ou Navire de la République de Turquie) par la marine turque, le navire reste en service jusqu'en 1972, date à laquelle le Bartin est mis au rebut. Le navire est démantelé en Turquie en 1972 . Le registre du navire est supprimé en 1980.

### Honneurs de bataille
- Atlantic 1944-1945

### Participation auxconvois
Le Kentville a navigué avec les convois suivants au cours de sa carrière:
1. Convoi BX 143
2. Convoi BX 158
3. Convoi BX 163
4. Convoi HX 289
5. Convoi ON 249
6. Convoi ON 254
7. Convoi ON 263
8. Convoi ON 277
9. Convoi ON 294
10. Convoi ONS 19
11. Convoi ONS 24
12. Convoi SC 146
13. Convoi SC 160
14. Convoi XB 142
15. Convoi XB 143
16. Convoi XB 157B
17. Convoi XB 163

### Commandement
- T/Lieutenant (T/Lt.) John Gwyndaf Hughes (RCNR) du 15 septembre 1942 au 21 mars 1944
- T/Lieutenant (T/Lt.) William James Gilmore (RCNVR) du 22 mars 1944 au 21 juillet 1944
- T/Lieutenant (T/Lt.) Frank Gordon Rainsford (RCNVR) du 22 juillet 1944 au 28 octobre 1945

Notes:
RCNR: Royal Canadian Naval Reserve
RCNVR: Royal Canadian Naval Volunteer Reserve 